# Markovnikovovo pravidlo

Markovnikovovo pravidlo ilustrované reakcí propenu s kyselinou bromovodíkovou

Jako Markovnikovovo pravidlo (někdy též nazýváno Markovnikovo) se v organické chemii označuje pozorování založené na pravidle Zajcevově. Formuloval ho ruský chemik Vladimir Vasiljevič Markovnikov v roce 1870.
Pravidlo říká, že přidáním protické kyseliny HX k alkenu se vodík kyseliny naváže na atom uhlíku s méně alkylovými substituenty, kdežto halogenidová skupina (X) na uhlík s více substituenty.
Totéž platí, pokud alken reaguje s vodou v adiční reakci za vzniku alkoholu. Hydroxylová skupina (OH) se váže na uhlík, který má větší počet vazeb uhlík-uhlík, zatímco vodík na uhlík na druhém konci dvojné vazby, který má více vazeb uhlík-vodík.

## Charakteristika a podstata
Chemickou podstatou Markovnikovova pravidla je tvorba nejstabilnějšího karbokationtu během adičního procesu. Adice vodíku (ve formě protonu) na jeden z atomů uhlíku v alkenu vytváří kladný náboj na druhém uhlíku, čímž vzniká přechodný karbokationt. Čím substituovanější uhlík je (tj. čím více vazeb má na další uhlíky nebo na substituenty, které jsou donory elektronu), tím je karbokationt stabilnější, díky indukci a hyperkonjugaci. Hlavním produktem adiční reakce bude ten, který vzniká ze stabilnějšího meziproduktu. Proto hlavním produktem adice HX (kde X je atom s vyšší elektronegativitou, než má vodík) k alkenu má atom vodíku v méně substituované pozici a X v pozici substituovanější. Ovšem do určité míry mohou vznikat i další, méně substituované a tedy méně stabilní karbokationty, a proto může vznikat i vedlejší produkt s opačnou vazbou X.
Pravidlo lze shrnout tak, že „bohatý se stává ještě bohatším“: v mnoha organických adičních reakcích uhlík bohatý na substituenty získá více substituentů a uhlík s více vodíky získá další vodíky.

## Anti-Markovnikovovo pravidlo
Mechanismy, které postrádají přechodný vznik karbokationtu (například adice volného radikálu), mohou vykazovat jinou regioselektivitu, než predikuje Markovnikovo pravidlo. Takové reakce se označují jako anti-Markovnikovovy, protože se halogen váže na méně substituovaný uhlík, přesně naopak, než je tomu u Markovnikovových reakcí. Opět, jako u kladného náboje, je radikál stabilnější, je-li v substituovanější pozici.